# 手品先輩
『手品先輩』（てじなせんぱい）は、アズによる日本の漫画。『週刊ヤングマガジン』（講談社）にて、2015年9号・10号の読切連載（当時は甘夏アズ名義）を経て、翌2016年13号より本連載を開始。2017年43号からは作者の体調不良のため隔週連載、同年48号（2017年10月30日）から長期休載となり、2018年38号（2018年8月20日）から連載が再開され、2021年12号（2021年2月15日）をもって完結した。
作者の連載デビュー作で、手品をテーマにしたショートギャグ漫画である。1ページ漫画形式が採られており、数個のミニストーリーで構成されている。
メディアミックスとして、2019年にテレビアニメが放送。また、『まんが4コマぱれっと』（一迅社）では異世界転生を取り扱ったしょたん作画によるスピンオフ『異世界先輩 -手品先輩はこの世界でもポンコツなようです-』（いせかいせんぱい てじなせんぱいはこのせかいでもポンコツなようです）が2020年1月号より連載開始したが、同年5月号の掲載を最後に休載が続いている。

## あらすじ
種無高校に入学したある1年生の男子生徒。種無高校では生徒は部活が強制なため、いわゆる帰宅部志望だった男子生徒は、止む無く部活探しをすることに。ラクそうなクラブを探している最中、偶然廊下で化学準備室を目の前にして『たのしい 奇術部』の張り紙を目にする。ふとその部室を覗いてみると、そこには廃部寸前の奇術部でたった1人の部員である、かわいいけどあがり性でドジな先輩がいた。そしてそのまま強引に手品の助手にされてしまい、学校内外で事あるごとに中途半端気味な手品を披露する先輩との日常を繰り広げていくことになる。
種無高校に入学してから1か月が経ち、正式にどこかのクラブに入部しなければならなくなった男子生徒は、先輩によって強引に奇術部への入部届を提出させられるも人数不足のため学校から正式に部として認められなかった。そのため、化学準備室の隣の化学教室を部室にしている化学部の部長・斑さんの厚意により表向きは化学部に入部することで、とりあえずは先輩とともに奇術部として活動を続けていくことに。その後、転校生で3年生の咲と、その弟・正志が奇術部に入部したことで、助手の担任でもある先輩の姉を顧問に迎え、正式に種無高校奇術部として活動できるようになった。

## 登場人物

### 奇術部
先輩（せんぱい）
声 - 本渡楓
本作の主人公（ヒロイン）。いわゆるボケ役。本名不詳。ただし、のちに飼うケンタやプラダの名前の助手が出した案の朝日飛と明翔音の画数が先輩の本名に関係あることはわかっている。種無高校奇術部唯一の部員。3年生の女子生徒。メロンのような爆乳の持ち主。見た目は可愛いギャルだが、その奇矯さやポンコツさに加えてコミュ障のため、クラスではぼっちである。また、極度のあがり性で、助手との初対面ではいきなりゲロしてしまっている。奇術部らしく豊富な手品を助手や咲らの前で披露するものの、前述の性格も相まって大抵失敗に終わっている。その際のハプニングで下着などを見せてしまうことも多い。本人曰く「人が見ているから成功させなきゃ」という思いが強すぎて緊張しているだけで、決して手品の腕や才能がないわけではなく、人が見ていないところでは見事に手品を成功させている。なお、先輩が手品を成功させる条件はセミの抜け殻やパネルなど実際の人間ではないものを相手に手品を行う、もしくはパネルの裏から助手が隠れて見るなど誰もいないと思い込んでいる状態で手品をした場合などかなり限定的である。
どこでも眠れる体質で、催眠術に掛かりやすい。甘口のカレーとお菓子が好物。助手からコミュ障呼ばわりされているものの、手品以外なら十分に人付き合いが可能であり、親戚の喫茶店でバイトをした時は普通に笑顔で接客していた。ただし、手品のタネを各所に仕掛けて店内を滅茶苦茶にしてしまった挙げ句、メニューが覚えられず即座に辞めてしまうなど、余計なところで手品を絡ませて損をしている。奇術用のハトに「バハムート」、スプリングアニマルに「べひもす君」と名付けている。
小学生のころから木登りが得意で鳩を捕まえるため木に登ったり、逃げる助手を追った際に陸上部からスカウトされるほどの俊足を発揮したり、クッキー作りが得意でお菓子作りが苦手な咲から絶賛されたりと、人前で行う手品以外はなんでもできる多芸ぶりを披露しており、練習では多数成功させている手品の知識も含め、実際はかなりスペックが高い人間である。人前でだけ手品を失敗する自身を「悲劇の天才奇術師」と嘆くなど、ナルシシストな面もある。成績は、咲曰く「黙っていれば賢そう」であり、少なくとも咲よりは良い。しかし数学だけは、授業中に数字を使ったマジックのネタを考えてしまうため、赤点である。
色恋沙汰については耳年増であるが、助手の言動を深読みして一喜一憂するなど年相応な反応が多い。姉はちょっと苦手だが、姉の旦那である深村に対しては憧憬の的に近い心情を秘めていた時期があったらしく、誤解した奇術部メンバーが尾行していたと知った際には笑顔を見せつつも内心では笑っていなかった。
読み切り版でのビジュアルは、連載版と較べてやや幼い外見で、快活かつ可愛らしく描かれており、制服はセーラー服でスカート丈・胸のサイズも普通でエロ要素はなかった。しかし連載化にあたって「これでは連載は難しい」という理由でビジュアルを連載版のように、美人かつギャル風に変更、さらに随所に下品とエロ要素が追加されている。その結果原作では乳首も露出している。これは、作者曰く「（単行本）2巻も出たし、乳首も出しとくか」という理由。なお、単行本6巻までで乳首露出シーンは、他の女性キャラも含めてこの回のみ。
助手（じょしゅ）
声 - 市川蒼
本作のもうひとりの主人公。ツッコミ役。本名不詳。1年生の男子生徒。三白眼。髪型はマッシュルームカットで前髪が長く、両目の部分だけ見えるように分けている。成り行きで助手にされ、先輩の手品に付き合わされる。手品の知識はからっきしだが、先輩がやろうとしている手品を見聞きして即こなせるほどには器用。
本人はクールで物静か、知的で爽やかな男子と自称しているが、クラスに上手く馴染んでいるわけではないなど実際には若干ぼっち気味で、先輩と共通する部分も多い。先輩の奇行を心配しているが、何気に助手自身も他人の目がなければはっちゃけてしまうことがある。初めて見聞きしたことには素直に感心し、年相応のスケベ心を持ち、目前のものに興味を失うとゲームを始めるなど、それなりに平凡な男子高校生。
先輩に対して容姿の良さは認めているものの、その性格や言動に冷めているため成長著しい部分を除いて興味はないと宣言している。ただし、深村を先輩の彼氏と勘違いした際には非常に動揺して現実放棄、暴走して先輩の前に飛び出すなど普段とは違う態度も見せている。色恋沙汰に純情な先輩に徐々に惹かれつつ、咲にからかわれている。
読み切り版でのビジュアルは、先輩に合わせて連載版よりやや幼めで黒髪、制服は詰襟だったが、連載版では髪の色は濃い茶、制服もブレザーに変更されている。

### 大道芸部→奇術部
咲ちゃん（さきちゃん）
声 - 喜多村英梨
先輩と同じ学校に転校してきた3年生の女子生徒。胸の大きさ（正確には質量）は先輩にわずかにおよばないが形や柔らかさは負けないらしい。化粧は濃く、マニキュアを塗ったり目にはカラコンを入れているなど、先輩を上回る派手なギャル。
寝起きは体調が悪い。調理は下手。キャリーバッグに全身が入るほど体が柔らかい。卓越したバルーンアートの腕前に見られるように器用かつセンスがあるようで、弟・正志からは「アホではあるが先に（弟の）自分が始めたことを後からやり始め、すぐに追い抜いていく」と評されている。
手品よりも大道芸に凝っており、当初は奇術部を乗っ取って大道芸部にする目的で入部するも、部長の座を賭けた先輩との胸比べ勝負に敗れて断念した。そして、先輩の手品（という名の失敗）の新たなる被害者に仲間入りして苦労が増えているが、咲ちゃん自身も大道芸の失敗によって自滅したり、他の部員に被害をおよぼしたりすることもある。
弟・正志に対しては彼の部屋のゴミ箱を漁るなど極度のブラコンかつストーカー気質で、正志以外には興味はないが、助手の恋路については興味津々であり、先輩への想いをはっきりしない助手に文字通り体を張って応援をするなど心優しい部分もある。
「先輩」とは同学年（3年生）であり、本来の意味での先輩ではないため「先輩」のことは「手品ちゃん」と呼んでいる。
児童時代の姿はとてもかわいい。
正志（まさし）
声 - 浪川大輔
咲ちゃんの弟。あだ名は「まーくん」。身長が助手よりも低いにもかかわらず、体重は助手2人分というずんぐりむっくりの肥満体型。ただ昔は痩身でイケメン寄りの時代もあったらしく、第113話のオチでは実際に痩せた姿を見せた。軽いノリの性格である姉とは対照的に、本人は普段は冷静沈着。
正志のために咲がお色気攻撃も辞さないことを助手から羨ましがられているが、普段の咲への対応はぞんざいで手慣れている。本人としては老いた母親に誘惑されているのと同じ感覚らしく、割と真剣に迷惑がっている。咲の行動は自分を想うが故と理解しているため大概のことは許すが、部屋のゴミ箱を漁ることだけは本気で激怒する。なお、手品を失敗した先輩の痴態に興奮する、奇術部で夏合宿に行くときにエロ水着を着せようとするなど、年相応+αの男子らしいスケベさは持っている。

### 化学部
斑さん（まだらさん）
声 - 高橋李依
化学部の部長。2年生の女子生徒。ギザギザの歯が特徴。黒縁の眼鏡を掛けており、先輩や咲とは異なり制服のスカートはやや長めで、その下に黒いタイツを穿いている。語尾に「ダ」をつけてしゃべることが多く、語尾がカタカナになることが多い。頼まれると断れない性格で、奇術部が正式に復活していなかったころ、助手をとりあえず化学部に入部させたり化学準備室の使用を黙認してくれたりした。しかし、奇術と化学を一様に扱うと怒る。奇術に対し「原理を隠して騙している」と考え密かに敵視しているが、あるとき先輩が化学に感心する様を見て以降、先輩への警戒心は解け奇術部と関わりを深めていく。
当初は助手のことは単なる部活の隣人程度として扱っていたが、次第に助手の言動を勘違いしては一喜一憂するようになっていく。
田舎に祖母がおり、高校生になった今でも夏休みのたびに訪れている。スイカ割りでグルグル回ってもフラフラしないが、方向音痴なため海に沈みかけたこともある。
アニメ版では登場回数が多くなっており、原作で斑さんが登場しないエピソードにも登場している。

### 教員
お姉ちゃん
声 - 茜屋日海夏
本名不詳。25歳。「先輩」の姉であり、妹である先輩のことは名前で呼ばず「妹ちゃん」と呼ぶ。そして助手の担任でもあり、自ら進んで部員が揃った奇術部の顧問となる。既婚者で、深村という旦那がいる。
先輩以上に自由奔放な性格で、姉の前では先輩の大胆な行動でさえ霞むほど。ただし、教師としての立場や大人としての責任についてはしっかり自覚しており、先輩が学生としての本分を逸脱しかけると激怒する。
教師でありながら自らが学生時代の成績は妹より悪く、教師になってからも職員室で大声で騒いで他の教師に叱られる、部活動の要件を満たしていないのに奇術部の入部を承認するなど何かと問題の多い人物。プライベートでも、自宅が実家の近所にあるのを良いことに旦那が出張のたびに現れては酒を飲んだり、妹に絡んだりなど自堕落。喫煙者であることも示唆されている。ただ本人曰く「教師は激務だ」とも語っており、その分プライベートでは気を抜いているらしい。

### ペット
ケンタ
先輩の飼っている奇術用ペット。ジュズカケバトの白変種のギンバトであり、正志が命名した。咲の案はシャネル、助手の案は朝日飛（あさひ）。オス。
プラダ
ケンタと同じく先輩の飼っている奇術用ペット。こちらは咲が命名した。助手の案は明翔音（あかね）。メス。

### その他
深村（みむら）
声 - 増田俊樹
お姉ちゃん先生の旦那。義理の妹にあたる「先輩」に妻への誕生日プレゼント選びに付き合ってもらった。

## 書誌情報

### 単行本
- アズ『手品先輩』 講談社〈ヤンマガKCスペシャル〉、全8巻
  1. 2016年8月5日発売[9]、ISBN 978-4-06-382835-1
  2. 2016年12月6日発売[10]、ISBN 978-4-06-382888-7
  3. 2017年4月6日発売[11]、ISBN 978-4-06-382955-6
  4. 2017年9月6日発売[12]、ISBN 978-4-06-510144-5
  5. 2018年11月6日発売[13]、ISBN 978-4-06-513559-4
  6. 2019年9月6日発売[14]、ISBN 978-4-06-516993-3
  7. 2020年7月6日発売[15]、ISBN 978-4-06-520194-7
  8. 2021年3月5日発売[16]、ISBN 978-4-06-522586-8

### その他の書籍
- 『手品先輩 コミックアンソロジー』一迅社〈DNAメディアコミックス〉2019年7月25日発売、ISBN 978-4-7580-2047-3

## テレビアニメ
2019年7月から9月までTOKYO MXほかにて放送された。2019年12月3日にBlu-ray BOXが発売された。原作漫画同様、1話ごとに細かいタイトルカットで区切る形式を取る。

### スタッフ
- 原作 - アズ[18]
- 監督 - 臼井文明[18]
- シリーズ構成・脚本 - 池田臨太郎[18]
- キャラクターデザイン - 伊藤依織子[18]
- プロップデザイン - 林志保[6]
- 美術設定 - イノセユキエ[6]
- 美術監督 - 齋藤幸洋[6]
- 色彩設計 - 小野寺笑子[6]
- 撮影監督 - 志良堂勝規[6]
- 編集 - 吉武将人[6]
- 音響監督 - 鶴岡陽太[6]
- 音楽 - はまたけし[6]
- 音楽制作 - エイベックス・ピクチャーズ
- 音楽プロデューサー - 大胡寛二、大場正幸、福田正夫、柴田滋
- チーフプロデューサー - 麻生一宏、古川慎
- プロデューサー - 石黒達也、飯田郁乃、大胡寛二、宮城惣次、相島豪太、日比政広、内海五月、佐藤優樹、馬場楊子、伊藤将生
- アニメーションプロデューサー - 柴宏和、稲垣敬文
- アニメーション制作 - ライデンフィルム[18]
- 制作 - NAS[18]
- 製作 - 手品先輩製作委員会

### 主題歌
「FANTASTIC ILLUSION」
i☆Risによるオープニングテーマ。作詞・作曲・編曲ではMotokiyo。
「ダメハダメ」
鈴木みのりによるエンディングテーマ。作詞はacane_madder、作曲は浅利進吾、編曲は北川勝利。

### 各話リスト
| 話数   | サブタイトル         | 絵コンテ | 演出     | 作画監督                                     | 総作画監督                 |
| ------ | -------------------- | -------- | -------- | -------------------------------------------- | -------------------------- |
| 第1話  | 未知の先輩           | 臼井文明 | 臼井文明 | 冨谷美香 林夏菜 冨田郁子                     | 林志保                     |
| 第1話  | 箱入り先輩           | 臼井文明 | 臼井文明 | 冨谷美香 林夏菜 冨田郁子                     | 林志保                     |
| 第1話  | 呼び出す先輩         | 臼井文明 | 臼井文明 | 冨谷美香 林夏菜 冨田郁子                     | 林志保                     |
| 第1話  | ハトと先輩           | 臼井文明 | 臼井文明 | 冨谷美香 林夏菜 冨田郁子                     | 林志保                     |
| 第2話  | 曲げる先輩           | 宇和野歩 | 宇和野歩 | 山内玲奈 西村幸恵 國井実可子                 | 松岡謙治                   |
| 第2話  | 非貫通先輩           | 宇和野歩 | 宇和野歩 | 山内玲奈 西村幸恵 國井実可子                 | 松岡謙治                   |
| 第2話  | 責任転嫁先輩         | 宇和野歩 | 宇和野歩 | 山内玲奈 西村幸恵 國井実可子                 | 松岡謙治                   |
| 第2話  | ヘタクソ手品おばさん | 宇和野歩 | 宇和野歩 | 山内玲奈 西村幸恵 國井実可子                 | 松岡謙治                   |
| 第2話  | 本気先輩             | 宇和野歩 | 宇和野歩 | 山内玲奈 西村幸恵 國井実可子                 | 松岡謙治                   |
| 第3話  | いやがる先輩         | 黒田健司 | 黒田健司 | 西真由子                                     | 林志保                     |
| 第3話  | 抜き打ち先輩         | 黒田健司 | 黒田健司 | 西真由子                                     | 林志保                     |
| 第3話  | 克服先輩             | 黒田健司 | 黒田健司 | 西真由子                                     | 林志保                     |
| 第3話  | 和装先輩             | 黒田健司 | 黒田健司 | 西真由子                                     | 林志保                     |
| 第3話  | 校外先輩             | 黒田健司 | 黒田健司 | 西真由子                                     | 林志保                     |
| 第4話  | 祝う先輩             | 久行宏和 | 冨谷美香 | 權容祥 林夏菜                                | 松岡謙治                   |
| 第4話  | スカウト先輩         | 久行宏和 | 冨谷美香 | 權容祥 林夏菜                                | 松岡謙治                   |
| 第4話  | ハトとハトと先輩     | 久行宏和 | 冨谷美香 | 權容祥 林夏菜                                | 松岡謙治                   |
| 第4話  | 仕留める先輩         | 久行宏和 | 冨谷美香 | 權容祥 林夏菜                                | 松岡謙治                   |
| 第4話  | 奇術部先輩           | 久行宏和 | 冨谷美香 | 權容祥 林夏菜                                | 松岡謙治                   |
| 第5話  | 見学者と先輩         | 伊部勇志 | 村山靖   | 宮田瑠美                                     | 林志保                     |
| 第5話  | タマネギ先輩         | 伊部勇志 | 村山靖   | 宮田瑠美                                     | 林志保                     |
| 第5話  | 化学先輩             | 伊部勇志 | 村山靖   | 宮田瑠美                                     | 林志保                     |
| 第5話  | 想定外先輩           | 伊部勇志 | 村山靖   | 宮田瑠美                                     | 林志保                     |
| 第5話  | 招く先輩             | 伊部勇志 | 村山靖   | 宮田瑠美                                     | 林志保                     |
| 第6話  | 知らない先輩         | 久行宏和 | 村山靖   | 出野喜則                                     | 松岡謙治                   |
| 第6話  | ギャルパン先輩       | 久行宏和 | 村山靖   | 出野喜則                                     | 松岡謙治                   |
| 第6話  | はかる先輩           | 久行宏和 | 村山靖   | 出野喜則                                     | 松岡謙治                   |
| 第6話  | 胡散臭い先輩         | 久行宏和 | 村山靖   | 出野喜則                                     | 松岡謙治                   |
| 第7話  | 作る先輩             | 髙田美里 | 髙田美里 | 田中彩 林夏菜 冨田郁子                       | 松岡謙治                   |
| 第7話  | カンパ先輩           | 髙田美里 | 髙田美里 | 田中彩 林夏菜 冨田郁子                       | 松岡謙治                   |
| 第7話  | プール先輩           | 髙田美里 | 髙田美里 | 田中彩 林夏菜 冨田郁子                       | 松岡謙治                   |
| 第7話  | 乗り越える先輩       | 髙田美里 | 髙田美里 | 田中彩 林夏菜 冨田郁子                       | 松岡謙治                   |
| 第8話  | 中華先輩             | 石井久志 | 石井輝   | 服部益美 花輪美幸 中山和子 兼子秀敬          | 林志保                     |
| 第8話  | メンタリスト先輩     | 石井久志 | 石井輝   | 服部益美 花輪美幸 中山和子 兼子秀敬          | 林志保                     |
| 第8話  | ミカン先輩           | 石井久志 | 石井輝   | 服部益美 花輪美幸 中山和子 兼子秀敬          | 林志保                     |
| 第8話  | ネット先輩           | 石井久志 | 石井輝   | 服部益美 花輪美幸 中山和子 兼子秀敬          | 林志保                     |
| 第8話  | デリバリー先輩       | 石井久志 | 石井輝   | 服部益美 花輪美幸 中山和子 兼子秀敬          | 林志保                     |
| 第9話  | 偏見先輩             | 松園公   | 村山靖   | 清水勝祐 管振宇 顧金秋 陳玉峰 兪天翔         | 西田美弥子 松岡謙治 林志保 |
| 第9話  | 追試先輩             | 松園公   | 村山靖   | 清水勝祐 管振宇 顧金秋 陳玉峰 兪天翔         | 西田美弥子 松岡謙治 林志保 |
| 第9話  | アイス先輩           | 松園公   | 村山靖   | 清水勝祐 管振宇 顧金秋 陳玉峰 兪天翔         | 西田美弥子 松岡謙治 林志保 |
| 第9話  | 水着先輩             | 松園公   | 村山靖   | 清水勝祐 管振宇 顧金秋 陳玉峰 兪天翔         | 西田美弥子 松岡謙治 林志保 |
| 第10話 | 海と先輩             | 伊部勇志 | 伊部勇志 | 出野喜則 林夏菜 冨田郁子                     | 松岡謙治                   |
| 第10話 | カニ先輩             | 伊部勇志 | 伊部勇志 | 出野喜則 林夏菜 冨田郁子                     | 松岡謙治                   |
| 第10話 | スイカ先輩           | 伊部勇志 | 伊部勇志 | 出野喜則 林夏菜 冨田郁子                     | 松岡謙治                   |
| 第10話 | 花火先輩             | 伊部勇志 | 伊部勇志 | 出野喜則 林夏菜 冨田郁子                     | 松岡謙治                   |
| 第11話 | 四つ玉先輩           | 室谷靖   | 室谷靖   | 管振宇 顧金秋 陳玉峰 兪天翔                  | 林志保                     |
| 第11話 | 腹話術先輩           | 室谷靖   | 室谷靖   | 管振宇 顧金秋 陳玉峰 兪天翔                  | 林志保                     |
| 第11話 | 尾行先輩             | 室谷靖   | 室谷靖   | 管振宇 顧金秋 陳玉峰 兪天翔                  | 林志保                     |
| 第12話 | はやす先輩           | 久行宏和 | 臼井文明 | 出野喜則 林夏菜 冨田郁子 西田美弥子 古林杏子 | 松岡謙治                   |
| 第12話 | 失敗しない先輩       | 久行宏和 | 臼井文明 | 出野喜則 林夏菜 冨田郁子 西田美弥子 古林杏子 | 松岡謙治                   |
| 第12話 | 負けない先輩         | 久行宏和 | 臼井文明 | 出野喜則 林夏菜 冨田郁子 西田美弥子 古林杏子 | 松岡謙治                   |
| 第12話 | サイレント先輩       | 久行宏和 | 臼井文明 | 出野喜則 林夏菜 冨田郁子 西田美弥子 古林杏子 | 松岡謙治                   |
| 第12話 | バニー先輩           | 久行宏和 | 臼井文明 | 出野喜則 林夏菜 冨田郁子 西田美弥子 古林杏子 | 松岡謙治                   |

### 放送局
| 放送期間                                 | 放送時間                     | 放送局   | 対象地域   | 備考                      |
| ---------------------------------------- | ---------------------------- | -------- | ---------- | ------------------------- |
| 2019年7月2日 - 9月17日                   | 火曜 23:00 - 23:15           | TOKYO MX | 東京都     |                           |
| 2019年7月3日 - 9月18日                   | 水曜 0:00 - 0:15（火曜深夜） | BS日テレ | 日本全域   | 製作参加 / BS放送         |
|                                          | 水曜 3:00 - 3:15（火曜深夜） | 毎日放送 | 近畿広域圏 | 『アニメ特区』第2部前半   |
| 2019年7月4日 - 9月19日                   | 木曜 0:00 - 0:15（水曜深夜） | AT-X     | 日本全域   | CS放送 / リピート放送あり |
| 全局『ソウナンですか？』とのセット放送。 |                              |          |            |                           |

| 配信開始日                                                     | 配信時間                     | 配信サイト                                                                                                |
| -------------------------------------------------------------- | ---------------------------- | --- |
| 2019年7月3日                                                   | 水曜 0:00（火曜深夜） 更新   | GYAO! dアニメストア dアニメストア ニコニコ支店 dアニメストア for Prime Video                              |
| 2019年7月6日                                                   | 土曜 0:00（金曜深夜） 更新   | TVer MBS動画イズム U-NEXT アニメ放題                                                                      |
|                                                                | 土曜 2:30（金曜深夜） 更新   | AbemaTV                                                                                                   |
|                                                                | 土曜 12:00 更新              | バンダイチャンネル J:COMオンデマンド ビデオパス Rakuten TV ひかりTV HAPPY!動画 Google Play TSUTAYA TV FOD |
| 2019年7月13日                                                  | 土曜 0:00（金曜深夜） 更新   | ニコニコチャンネル                                                                                        |
|                                                                | 土曜 2:00 - 2:15（金曜深夜） | ニコニコ生放送                                                                                            |
| ニコニコチャンネル、ニコニコ生放送では初回は第1・2話同時配信。 |                              | |